# Charles Allston Collins
Charles Allston Collins (n. 25 ianuarie 1828, Londra, Regatul Unit al Marii Britanii și Irlandei – d. 9 aprilie 1873, Londra, Regatul Unit al Marii Britanii și Irlandei) a fost un pictor, scriitor și ilustrator britanic asociat cu prerafaeliții.

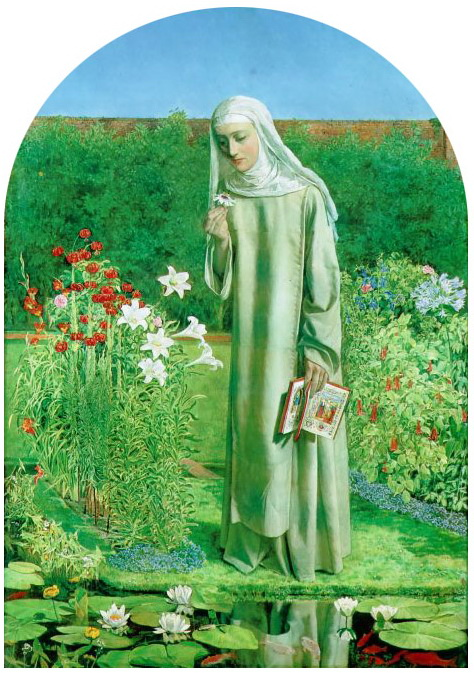
Convent Thoughts (1850-51; Ashmolean Museum, Oxford)

## Biografie
Collins s-a născut în Hampstead, nordul Londrei, fiul pictorului peisagist și de gen William Collins. Fratele său mai mare a fost romancierul Wilkie Collins. A fost educat la Stonyhurst College din Lancashire.
Collins l-a cunoscut pe John Everett Millais și a fost influențat de ideile prerafaeliților, finalizând pictura sa Berengaria's Alarm în 1850. Aceasta o înfățișa pe soția regelui Richard Inimă de Leu observând brâul soțului ei dispărut oferit spre vânzare de un vânzător ambulant. Modelarea aplatizată, accentul pus pe modele și imaginile broderiei au fost toate trăsături caracteristice prerafaelismului. Millais a propus ca Allston Collins să devină membru al Frăției, dar Thomas Woolner și William Michael Rossetti s-au opus, așa că nu a fost niciodată membru oficial.
Collins s-a îndrăgostit de Maria Francesca Rossetti, dar ea l-a respins. A devenit din ce în ce mai ascetic și introspectiv. Aceste atitudini au fost exprimate în cea mai cunoscută lucrare a lui Collins, Convent Thoughts, care înfățișa o călugăriță într-o grădină a unei mănăstiri. Collins a continuat să expună multe imagini extrem de devoționale.

## Lucrări scrise
La sfârșitul anilor 1850, însă, a abandonat arta pentru a-și urma fratele într-o carieră de scriitor. Cele mai de succes opere ale sale literare au fost eseuri umoristice adunate sub titlul The Eye Witness (1860).

## Viața târzie
Collins s-a căsătorit cu fiica lui Charles Dickens], Kate, în 1860, iar mai târziu și-a luat angajamentul de a ilustra romanul neterminat al lui Dickens, Misterul lui Edwin Drood. A terminat coperta, dar a fost prea bolnav pentru a face restul. A murit de cancer în 1873 și este înmormântat în cimitirul Brompton, Londra.